# Grand Prix moto des Pays-Bas 2000
Le  Grand Prix moto des Pays-Bas 2000 est la huitième manche du championnat du monde de vitesse moto 2000. La compétition s'est déroulée du 22 au 24 juin 2000 sur le TT Circuit Assen.
C'est la 52e édition du Grand Prix moto des Pays-Bas.

## Classement 500 cm3
| Pos  | Pilote                   | Constructeur | Temps/Écart     | Points |
| ---- | ------------------------ | ------------ | --------------- | ------ |
| 1    | Alex Barros              | Honda        | 42 min 46 s 142 | 25     |
| 2    | Àlex Crivillé            | Honda        | +2 s 077        | 20     |
| 3    | Loris Capirossi          | Honda        | +2 s 907        | 16     |
| 4    | Max Biaggi               | Yamaha       | +4 s 880        | 13     |
| 5    | Carlos Checa             | Yamaha       | +7 s 394        | 11     |
| 6    | Valentino Rossi          | Honda        | +11 s 768       | 10     |
| 7    | Sete Gibernau            | Honda        | +12 s 232       | 9      |
| 8    | Régis Laconi             | Yamaha       | +15 s 397       | 8      |
| 9    | Jurgen van den Goorbergh | TSR-Honda    | +20 s 905       | 7      |
| 10   | Norifumi Abe             | Yamaha       | +22 s 156       | 6      |
| 11   | Tadayuki Okada           | Honda        | +28 s 750       | 5      |
| 12   | Tetsuya Harada           | Aprilia      | +34 s 521       | 4      |
| 13   | Nobuatsu Aoki            | Suzuki       | +47 s 713       | 3      |
| 14   | David de Gea             | Modenas      | +1 min 22 s 071 | 2      |
| 15   | Garry McCoy              | Yamaha       | +1 min 54 s 359 | 1      |
| Abd. | Phil Giles               | Honda        | Abandon         |        |
| Abd. | Sébastien Le Grelle      | Honda        | Abandon         |        |
| Abd. | Jeremy McWilliams        | Aprilia      | Abandon         |        |
| Abd. | Yoshiteru Konishi        | TSR-Honda    | Abandon         |        |
| Abd. | Kenny Roberts Jr         | Suzuki       | Abandon         |        |

## Classement 250 cm3
| Pos  | Pilote             | Constructeur | Temps/Écart     | Points |
| ---- | ------------------ | ------------ | --------------- | ------ |
| 1    | Tohru Ukawa        | Honda        | 42 min 58 s 958 | 25     |
| 2    | Olivier Jacque     | Yamaha       | +5 s 954        | 20     |
| 3    | Shinya Nakano      | Yamaha       | +7 s 986        | 16     |
| 4    | Anthony West       | Honda        | +10 s 981       | 13     |
| 5    | Naoki Matsudo      | Yamaha       | +41 s 983       | 11     |
| 6    | Jamie Robinson     | Aprilia      | +46 s 491       | 10     |
| 7    | Sebastian Porto    | Yamaha       | +47 s 470       | 9      |
| 8    | Daijiro Kato       | Honda        | +1 min 00 s 943 | 8      |
| 9    | Roberto Rolfo      | Aprilia      | +1 min 08 s 157 | 7      |
| 10   | Vincent Philippe   | TSR-Honda    | +1 min 17 s 561 | 6      |
| 11   | Julien Allemand    | Yamaha       | +1 min 19 s 304 | 5      |
| 12   | Sébastien Gimbert  | TSR-Honda    | +1 min 22 s 928 | 4      |
| 13   | Lucas Oliver Bulto | Yamaha       | +1 min 28 s 467 | 3      |
| 14   | David Tomas        | Honda        | +1 min 29 s 495 | 2      |
| 15   | David Checa        | TSR-Honda    | +1 min 29 s 686 | 1      |
| 16   | Fonsi Nieto        | Yamaha       | +2 min 04 s 463 |        |
| 17   | Arnold Litjens     | Honda        | +1 tour         |        |
| 18   | Klaus Nohles       | Aprilia      | +1 tour         |        |
| 19   | Jason Vincent      | Aprilia      | +1 tour         |        |
| 20   | Franco Battaini    | Aprilia      | +1 tour         |        |
| 21   | Johann Stigefelt   | TSR-Honda    | +1 tour         |        |
| 22   | Luca Boscoscuro    | Aprilia      | +1 tour         |        |
| 23   | Ivan Clementi      | Aprilia      | +1 tour         |        |
| 24   | Ralf Waldmann      | Aprilia      | +2 tours        |        |
| 25   | Gert Pieper        | Honda        | +2 tours        |        |
| Abd. | Rob Filart         | Honda        | Abandon         |        |
| Abd. | Alex Debón         | Aprilia      | Abandon         |        |
| Abd. | Shahrol Yuzy       | Yamaha       | Abandon         |        |
| Abd. | Adrian Coates      | Aprilia      | Abandon         |        |
| Abd. | Jan Blok           | Honda        | Abandon         |        |
| Abd. | Jarno Janssen      | TSR-Honda    | Abandon         |        |
| Abd. | Marco Melandri     | Aprilia      | Abandon         |        |

## Classement 125 cm3
| Pos  | Pilote              | Constructeur | Temps/Écart     | Points |
| ---- | ------------------- | ------------ | --------------- | ------ |
| 1    | Youichi Ui          | Derbi        | 42 min 04 s 508 | 25     |
| 2    | Noboru Ueda         | Honda        | +2 s 380        | 20     |
| 3    | Manuel Poggiali     | Derbi        | +2 s 781        | 16     |
| 4    | Lucio Cecchinello   | Honda        | +18 s 203       | 13     |
| 5    | Simone Sanna        | Aprilia      | +24 s 482       | 11     |
| 6    | Roberto Locatelli   | Aprilia      | +25 s 449       | 10     |
| 7    | Steve Jenkner       | Honda        | +26 s 179       | 9      |
| 8    | Ivan Goi            | Honda        | +34 s 507       | 8      |
| 9    | Masao Azuma         | Honda        | +40 s 846       | 7      |
| 10   | Angel Nieto Jr      | Honda        | +41 s 000       | 6      |
| 11   | Gino Borsoi         | Aprilia      | +57 s 628       | 5      |
| 12   | Reinhard Stolz      | Honda        | +1 min 08 s 205 | 4      |
| 13   | Arnaud Vincent      | Aprilia      | +1 min 24 s 340 | 3      |
| 14   | Alex De Angelis     | Honda        | +1 min 28 s 651 | 2      |
| 15   | Max Sabbatani       | Honda        | +1 min 32 s 682 | 1      |
| 16   | Marco Petrini       | Aprilia      | +1 min 46 s 208 |        |
| 17   | Patrick Lakerveld   | Honda        | +1 min 46 s 383 |        |
| 18   | Leon Haslam         | Italjet      | +1 min 51 s 279 |        |
| 19   | Pablo Nieto         | Derbi        | +1 min 51 s 415 |        |
| 20   | Wilhelm van Leeuwen | Honda        | +2 min 19 s 281 |        |
| 21   | Harold de Haan      | Honda        | +2 min 24 s 301 |        |
| 22   | Ronnie Timmer       | Honda        | +2 min 26 s 871 |        |
| Abd. | Toni Elias          | Honda        | Abandon         |        |
| Abd. | Éric Bataille       | Honda        | Abandon         |        |
| Abd. | Randy de Puniet     | Aprilia      | Abandon         |        |
| Abd. | Adrian Araujo       | Honda        | Abandon         |        |
| Abd. | Emilio Alzamora     | Honda        | Abandon         |        |
| Abd. | William De Angelis  | Aprilia      | Abandon         |        |
| Abd. | Gianluigi Scalvini  | Aprilia      | Abandon         |        |
| Abd. | Jaroslav Huleš      | Italjet      | Abandon         |        |